# زردپی‌بری
زردپی‌بری (به انگلیسی: Tendonectomy) برش جراحی زردپی‌ها است و به‌طور کلی تنها در دامپزشکی انجام می‌شود.
انجام زردپی‌بری بر روی گربه جایگزینی برای اونیککتومی ("برداشتن ناخن") است که انتهای هر انگشت را قطع می‌کند. زردپی‌بری ممکن است برای گربه کمتر از برداشتن ناخن دردناک تلقی شود. با این حال، توسط انجمن پزشکی دامپزشکی آمریکا (AVMA) توصیه نمی‌شود و در بسیاری از کشورها غیرقانونی است.
در زردپی‌بری، بخش کوچکی از زردپی (تاندون) در هر یک از انگشتان پای گربه با جراحی برداشته می‌شود تا از باز کردن پنجه‌های گربه جلوگیری شود؛ بنابراین، گربه دیگر توانایی خاراندن و خراشیدن ندارد.